# Quartiere 4 (Firenze)
Il quartiere 4 (Isolotto-Legnaia) si trova a sud-ovest della città.
L'Isolotto è considerata di solito la parte delimitata a nord-est dal fiume Arno, ad ovest dal viadotto del ponte all'Indiano e a sud-sud-ovest da via del Sansovino, viale F. Talenti e viale Etruria; Legnaia si articola, invece, seguendo via Pisana.
Il quartiere è costituito da molte suddivisioni: Argingrosso, Cintoia, I Bassi, Le Torri, Il Casone, Isolotto, La Casella, Legnaia, San Quirico, Monticelli, Il Pignone, San Lorenzo a Greve, Torcicoda, Soffiano, Bellosguardo. La maggior parte erano rioni antichi sparsi nelle campagne e inglobati nel tempo nel tessuto urbano cittadino, e al cui interno era sempre presente almeno una chiesa o un luogo di culto. Avevano la forma di piccoli nuclei agricoli gli abitati di Cintoia, San Lorenzo a Greve, Legnaia, San Quirico, Torcicoda, Monticelli e Soffiano; invece Le Torri, I Bassi, Il Casone, l'Isolotto, La Casella e l'Argingrosso erano zone periferiche ai vari borghi, raccolti attorno a gruppi di cascinali e fattorie. Pignone è sorto ai margini di Firenze e, quindi, era già parte della città, mentre Bellosguardo, arroccato sull'omonima collina, è lambito solo parzialmente dallo sviluppo urbano.
Un ruolo storico significativo è stato rivestito dalla frazione di Legnaia che dal 1808 al 1865 fu comune a sé stante: la sua soppressione determinò la cessione al vicino comune di Casellina e Torri di molte frazioni fra cui Scandicci, che ha dato il nome all'attuale cittadina che oggi sorge nei pressi di Firenze. Oggi col termine "Legnaia" s'intende sia la corrispondente frazione antica che il borgo di San Quirico, complici sia forse la presenza all'interno di quest'ultimo della chiesa di San Quirico a Legnaia che l'espansione della città di Firenze che ha saldato insieme le due borgate.
La zona che può essere definita come Isolotto è nettamente identificabile su qualsiasi immagine satellitare della città e costituita dal quadrilatero, delimitato dal lungarno dei Pioppi, il viale dei Platani, via Torcicoda e via dei Mortuli, e dalla collina artificiale detta comunemente "Montagnola", lambita a nord da via Baccio Bandinelli. Distinta ma subito ad ovest di questa si posiziona la zona dell'Argingrosso, che raggruppa i rioni storici di Cintoia, Le Torri, I Bassi e l'Argingrosso, e che prende il suo nome da un argine che corre parallelo all'omonima via: a sud-ovest di quest'ultima vi sono abitazioni, giardini, centri culturali, sportivi e commerciali, mentre nella parte vicina all'Arno, si trovano il parco dell'Argingrosso, dei campi agricoli, un campo nomadi, un campo da golf e alcuni impianti dell'acquedotto di Firenze.
Soffiano è una parte residenziale e ricca di verde che si trova a sud di Legnaia sotto la collina di Marignolle, uscendo dalla città in direzione di Scandicci, ed ospita la villa Strozzi al Boschetto ed il monumentale cimitero di Soffiano con un nucleo tardo ottocentesco dell'architetto Michelangelo Maiorfi. Assieme ad altre frazioni è stato inglobato nella seconda metà del XX secolo nell'area urbana cittadina.

## Frazioni
Al Quartiere 4 afferiscono le seguenti frazioni:
- Mantignano è situata vicino alla piccola frazione di Ugnano e a Sollicciano. Storica e strategica frazione del Quartiere 4 dove ha sede l'acquedotto fiorentino. Sviluppata intorno ad un paese dove è presente la storica chiesa di Santa Maria a Mantignano. La frazione è stata recentemente ampliata con una nuova strada bypass ed un nuovo ponte che ha sostituito lo storico "ponticino dei Cazzotti".
- Sollicciano è una località nota soprattutto perché ospita l'omonimo carcere fiorentino. Vi si trova anche la chiesa di San Pietro a Sollicciano, di antica origine.
- Ugnano, di recente costruzione, è situata al confine occidentale del Quartiere, quasi in prossimità della località Badia a Settimo nel comune di Scandicci. La sua chiesa, pur di antichissima fondazione, fu distrutta durante la seconda guerra mondiale e ricostruita nel dopoguerra.